# Lex specialis
Lex specialis poseban je zakon koji odstupa i potire (nadjačava) opći zakon (lex specialis derogat Legi generali). 
Posebnost zakona može biti propis pojedine teme, a opći zakon vrijedi i za veći broj područja. Može se primeniti u domaćem i u međunarodnom pravu.